# KK Partizan
Košarkaški klub Partizan, cyrilicí Кошаркашки клуб Партизан, v současnosti nesoucí sponzorský název Partizan Mozzart Bet, je srbský basketbalový klub sídlící v Bělehradě. Basketbalový oddíl je součástí širší sportovní jednoty Jugoslovensko sportsko društvo Partizan. Klub hraje Ligu ABA (sdružující týmy bývalé Jugoslávie), nejvyšší srbskou soutěž Košakarska liga Serbije a Euroligu (polouzavřenou nejprestižnější evropskou klubovou soutěž). Basketbalový oddíl Partizanu byl založen roku 1945, stejně jako celá jednota. Největším úspěchem klubu v jeho historii je vítězství v Eurolize roku 1992. Final Four Euroligy hrál čtyřikrát. Třikrát vyhrál Koračův pohár FIBA (zaniklou mezinárodní soutěž, jež byla kdysi třetí nejvýznamnější klubovou soutěží v Evropě), a to v letech 1978, 1979 a 1989. Je pětinásobným mistrem Jugoslávie (1976, 1979, 1981, 1987, 1992), osminásobným mistrem Srbska a Černé Hory (1995, 1996, 1997, 2002, 2003, 2004, 2005, 2006), osminásobným mistrem Srbska (2007, 2008, 2009, 2010, 2011, 2012, 2013, 2014) a šestkrát vyhrál ABA ligu (2007, 2008, 2009, 2010, 2011, 2013). K nejslavnějším hráčům, kteří dres Partizanu oblékali, patří Aleksandar Đorđević, Dražen Dalipagić, Vlade Divac nebo Dragan Kićanović. Z českých hráčů nastupoval za Partizan Jan Veselý (2008–2011). Své domácí zápasy hraje v Hale Aleksandara Nikoliće (dříve Sportovní hala Pionir), jež byla postavena v roce 1973 a má kapacitu 8 tisíc diváků. Tato kapacita je ovšem nedostatečná na zápasy Euroligy, takže tu Partizan hraje ve Štark Areně, jež je v majetku města, a která má oficiální kapacitu 18 386 diváků, jež však může být navýšena, díky čemuž také Partizan drží návštěvnický rekord Euroligy (22 567 diváků na zápase s Panathinaikosem v roce 2009).

## Sponzorské názvy
- Partizan Sintelon: 1993–1994
- Partizan Inex: 1995–1997
- Partizan Zepter: 1997–1998
- Partizan ICN: 2000–2002
- Partizan Mobtel: 2002–2004
- Partizan Pivara MB: 2004–2006
- Partizan Igokea: 2007–2009
- Partizan mt:s: 2011–2013
- Partizan NIS: 2013–2022
- Partizan Mozzart Bet: 2022–dosud

## Související stránky
- FK Partizan
- HK Partizan